# کریم عبد العزیز
کریم عبدالعزیز (زاده ۱۷ اوت ۱۹۷۵) بازیگر و کارگردان مصری است. او فرزند محمد عبدالعزیز کارگردان و برادرزاده عمر عبدالعزیز کارگردان سینمای مصر است. او بازیگری را از کودکی آغاز کرد و اولین بازی خود را در فیلم پدرش (آقایان مراقب باشید) و سپس فیلم دوم به کارگردانی پدرش (بعضی‌ها دو بار نزد نماینده مجاز می‌روند) و (مظنون) بازی کرد.

## اوایل زندگی
کریم عبدالعزیز در ۱۷ اوت ۱۹۷۵ در جیزا بدنیا آمد. او در یک خانواده هنری رشد و نمو یافت که در رشد او در زمینه سینما مؤثر بود. عبدالعزیز در سال ۱۹۹۴ به مؤسسه عالی سینما پیوست تا از آن زمان زندگی متفاوتی را آغاز کند. او در سال ۱۳۷۶ از گروه کارگردانی فارغ‌التحصیل شد و مدت کوتاهی به عنوان دستیار کارگردان مشغول به کار شد و به جای اینکه پشت دوربین باشد، وسوسه شد که جلوی دوربین باشد. این بود که تصمیم گرفت به جای کارگردانی به بازیگری روی آورد تا اینکه با کارگردان شریف عرفه که برای اولین بار او را معرفی کرد، شانس بازیگری را پیدا کرد.

## فیلم‌شناسی
- حشاشین